# La Laguna (Chiapas)
La Laguna es una localidad del estado mexicano de Chiapas. Es parte del municipio de Altamirano.

## Demografía
| Gráfica de evolución demográfica |
|                                  |

| Censo | Población |
| ----- | --------- |
| 1910  | 235       |
| 1921  | 191       |
| 1930  | 219       |
| 1940  | 228       |
| 1950  | 326       |
| 1960  | 477       |
| 1970  | 677       |
| 1980  | 773       |
| 1990  | 782       |
| 2000  | 1 038     |
| 2010  | 1 222     |
| 2020  | 1 322     |